# Nurmo
Nurmo is een voormalige gemeente in de Finse provincie West-Finland en in de Finse regio Zuid-Österbotten. De gemeente had een totale oppervlakte van 347 km2 en telde 11.323 inwoners in 2003.
In 2009 ging de gemeente samen met Ylistaro op in Seinäjoki.
Ähtäri · Alajärvi · Alavus · Evijärvi · Ilmajoki · Isojoki · Isokyrö · Karijoki · Kauhajoki · Kauhava · Kuortane · Kurikka · Lappajärvi · Lapua · Seinäjoki · Soini · Teuva · Vimpeli
Voormalige gemeenten:
Alahärmä · Jalasjärvi · Jurva · Kortesjärvi · Lehtimäki · Nurmo · Peräseinäjoki · Töysä · Ylihärmä · Ylistaro